# マット・ルブランク
マット・ルブランク（別表記: マット・ルブラン、Matt LeBlanc, 1967年7月25日 - ）は、アメリカ合衆国の俳優。マサチューセッツ州出身。本名マシュー・スティーブン・ルブランク（Matthew Steven LeBlanc）。身長179cm。

## 経歴
アイルランド・イギリス・オランダ・フランス人を先祖に持つ父とイタリア人の母との間に生まれる。1985年に高校を卒業後、ハインツ、リーバイス、コカ・コーラなど数々のCMに出演し、それがきっかけでテレビ出演をするようになる。
1988年には『TV 101』で初めてテレビレギュラーの座をつかむ。その後も度々テレビやミュージックビデオに出演するも、ヒットに恵まれなかった。しかし1994年、大ヒットドラマ『フレンズ』のジョーイ・トリビアーニ役に選ばれる。10シーズンにわたり演じ続け、他の出演者と共に有名になる。番組終了後もスピンオフ作品『ジョーイ』に主演している。ちなみに、『フレンズ』のシーズン9、10で主要キャスト6人は、1話につき100万ドルの出演料を受けた。
フレンズ以降、役に恵まれなかったが、2011年『マット・ルブランの元気か〜い?ハリウッド! 』で本人役を演じ、第69回ゴールデングローブ賞テレビシリーズ主演男優賞を受賞（ミュージカル・コメディ部門）。
2010年の映画、ジョナ・ヘックスではプロデューサーの一人として名を連ねた(本人の出演は無し)。
2016年2月4日、BBCのトップ・ギアでマット・ルブランクの加入が発表された。2019年まで同番組のホストを務めたが、同年2 - 3月に放送された第26シーズンを最後に同番組を降板した。

## 私生活
2003年長い間交際を続けてきたメリッサ・マクナイトと結婚。翌2004年に娘マリーナが誕生し、妻の連れ子二人を含む3人の子持ちとなったが、2006年1月妻と別居、同年10月に離婚した。
『フレンズ』のジョーイ役のオーディションを受けた時、手元には11ドルしかなく、給料が入り最初に買ったものは美味しい夕食であったという。初期のころは、CM出演時はケチャップのコマーシャル一本で家、車、オートバイ、そしてタンスいっぱいの服が買えるほどだったという。

## 備考
- オートバイの愛好家でもあり、"The 5 Coolest Things"というバイクのテレビ番組のホストをしたことがある。2012年現在もサーキット走行のため、家から比較的近距離にあるラグナ・セカによく通っている[8]。
- 後にホストを務めることとなったイギリス・BBCの自動車番組『トップ・ギア』シリーズ18・エピソード2にて、名物企画である有名人のゲストがお値打ち車に乗って番組のテストコースを走り、そのタイムを競う"Star in a Reasonably Priced Car"において　(数シリーズ毎に使用される車が変更される為に比較ができる)　シーズン15〜19における一般ゲスト史上最速ラップタイム　(1分42秒1) を記録している。
- ルブランク（LeBlanc）という名前はフランス語で「白い」という意味がある。

## 主な出演作品

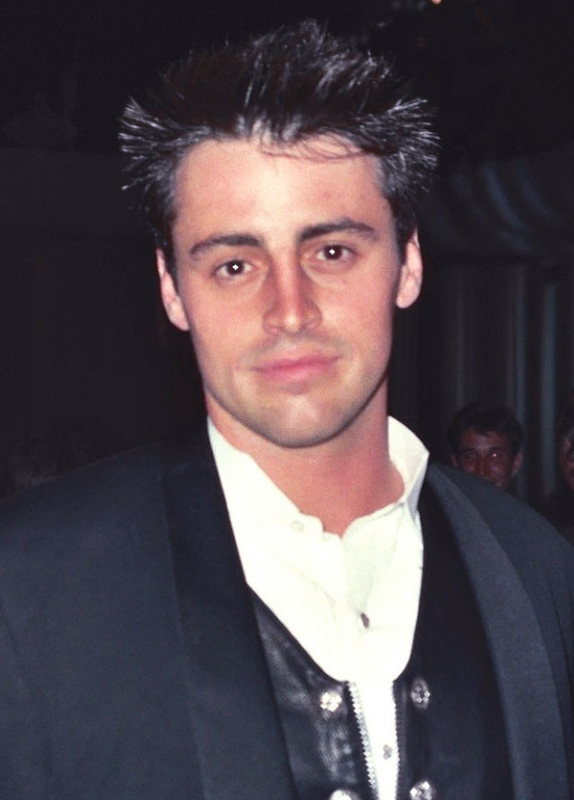
1995年のエミー賞にて

### 映画
| 公開年 | 邦題 原題                                                               | 役名                   | 備考       |
| ------ | ----------------------------------------------------------------------- | ---------------------- | ---------- |
| 1990   | ディープ・ストーム Anything to Survive                                  | ビリー                 | テレビ映画 |
| 1993   | キリング・ボックス Grey Knight                                          |                        |            |
| 1994   | イタリアンズ/戦慄の血脈 Lookin' Italian                                 | アンソニー・マネッティ |            |
| 1995   | モンキー・リーグ/史上最強のルーキー登場 Ed                              | ジャック・クーパー     |            |
| 1998   | ロスト・イン・スペース Lost in Space                                    | ドン・ウエスト         |            |
| 2000   | チャーリーズ・エンジェル Charlie's Angels                               | ジェイソン             |            |
| 2001   | エニグマ奪還 All the Queen's Men                                        | オルーク               |            |
| 2003   | チャーリーズ・エンジェル フルスロットル Charlie's Angels: Full Throttle | ジェイソン             |            |

### テレビシリーズ
| 放映年    | 邦題 原題                                         | 役名                   | 備考                      |
| --------- | ------------------------------------------------- | ---------------------- | ------------------------- |
| 1994-2004 | フレンズ Friends                                  | ジョーイ・トリビアーニ | レギュラーで238エピソード |
| 2004-2006 | ジョーイ Joey                                     | ジョーイ・トリビアーニ | 主演で46エピソード        |
| 2011-2017 | マット・ルブランの元気か〜い?ハリウッド! Episodes | マット・ルブラン       | 主演                      |
| 2016-2020 | マン・ウィズ・ア・プラン Man with a plan          | マット・ルブラン       | 主演                      |